# Hideaway (Kiesza)
Hideaway è un singolo della cantante canadese Kiesza, pubblicato l'11 aprile 2014 come primo estratto dal secondo album in studio Sound of a Woman.

## Descrizione
Il brano è stato scritto dalla stessa Kiesza in collaborazione con il produttore Rami Samir Afuni. È stato registrato a New York nell'estate 2013. Si tratta di un brano pop e dance, con influenze deep house.

## Video musicale
Il videoclip del brano è stato girato da Blayre Ellestad. Mostra Kiesza che scende da un taxi e prosegue cantando e ballando per strada in compagnia di alcune persone. Il video è stato girato per le strade di Greenpoint, Brooklyn - New York City (Kent Ave., N 12th St., Withe Ave.), in un unico piano sequenza.

## Tracce
Download digitale
1. Hideaway – 4:11

CD single
1. Hideaway – 4:12
2. Hideaway (Extended) – 5:16

## Classifiche

### Classifiche settimanali
| Classifica (2014) | Posizione massima |
| ----------------- | ----------------- |
| Australia         | 25                |
| Austria           | 17                |
| Belgio (Fiandre)  | 1                 |
| Belgio (Vallonia) | 3                 |
| Canada            | 5                 |
| Danimarca         | 2                 |
| Europa            | 1                 |
| Francia           | 25                |
| Germania          | 5                 |
| Italia            | 1                 |
| Lussemburgo       | 6                 |
| Paesi Bassi       | 1                 |
| Regno Unito       | 1                 |
| Russia            | 1                 |
| Spagna            | 49                |
| Stati Uniti       | 51                |
| Ucraina           | 5                 |
| Ungheria          | 7                 |

### Classifiche di fine anno
| Classifica (2014) | Posizione |
| ----------------- | --------- |
| Italia            | 19        |